# Maritza Martínez
Maritza Martínez Aristizábal (Villavicencio, 13 de julio de 1968) es una política y abogada colombiana. Fue Senadora de la República de Colombia desde 2010 hasta 2022. Actualmente ejerce cómo Magistrada en el Consejo Nacional Electoral (Colombia) desde 2022.

## Biografía
Maritza Martínez nació en Villavicencio, es hija del piloto Francisco Martínez y Gladys Aristizábal, estudió Derecho en la Universidad Externado de Colombia y es especialista y magíster de Derecho público de la misma universidad, posteriormente se especializó en Derecho público financiero en la Sede Principal de la Universidad Libre (Colombia), en Derecho Administrativo y Constitucional en la Universidad Externado de Colombia.
Inició su carrera profesional en la Rama Judicial como Oficial Mayor del Tribunal Superior del Distrito Judicial de Villavicencio para luego ascender a Magistrada Auxiliar del Consejo de Estado. En el año 2005 se vinculó a la Organización de Estados Iberoamericanos en calidad de asesora del gobierno nacional en temas ambientales.
En el año 2007 ingresó al escenario político al frente del movimiento “Volvamos a Avanzar”, obteniendo el respaldo de más de 170.000 ciudadanos quienes con su firma respaldaron su aspiración a la Gobernación del Departamento del Meta; luego en el año 2010 con una de las mayores votaciones del Partido de la U, obtuvo la única curul en el Senado de la República para la región de la Orinoquia. En el periodo 2013-2014 se desempeñó como Presidenta de la Comisión Quinta Constitucional encargada los asuntos agropecuarios, ambientales y minero-energéticos. Aspiro nuevamente al Senado para el periodo 2014-2018, siendo reelegida con 73.037 votos, constituyéndose en las votaciones más destacadas en el país y una de las de mayor importancia dentro del partido de la U. En agosto de 2022 resultó electa por el Senado de la República para ser Magistrada del Consejo Nacional Electoral. 
Desde su ingreso a la Cámara Alta del Congreso de Colombia, se ha destacado por velar por los intereses sectoriales y regionales a través de la gestión de diversas iniciativas legislativas, como la que mejoró la situación laboral de las madres comunitarias a través de un ingreso otorgado por el Instituto Colombia de Bienestar Familiar, establecer la obligatoriedad de las cuotas de género a favor de la mujer, en los programas del sector rural, como la adjudicación de baldíos y proyectos productivos , la consolidación de la cultura regional mediante la reivindicación de la memoria del poeta y escritor Eduardo Carranza, la creación de incentivos para los pequeños productores mineros ante prohibición de uso del mercurio en Colombia o el requerimiento de licencia ambiental para efectuar actividades de sísmica exploratoria de hidrocarburos, logró incluir en el estatuto anticorrupción dos artículos para afianzar la transparencia en la contratación estatal.